# 沙韦里亚 (汝拉省)
沙韦里亚（法語：Chavéria，法語發音：[ʃaveʁja]）是法国汝拉省的一个市镇，属于隆斯勒索涅区。

## 地理
沙韦里亚（46°30'28"N, 5°34'1"E）面积10.22 平方千米，位于法国勃艮第-弗朗什-孔泰大區汝拉省，该省份为法国东部内陆省份，北起上索恩省，西北接科多尔省，西临索恩-卢瓦尔省，南至安省，东与杜省和瑞士接壤。
与沙韦里亚接壤的市镇（或旧市镇、城区）包括：奥热莱、贝菲亚、尚贝里亚、穆托讷、楠屈斯、罗托奈。

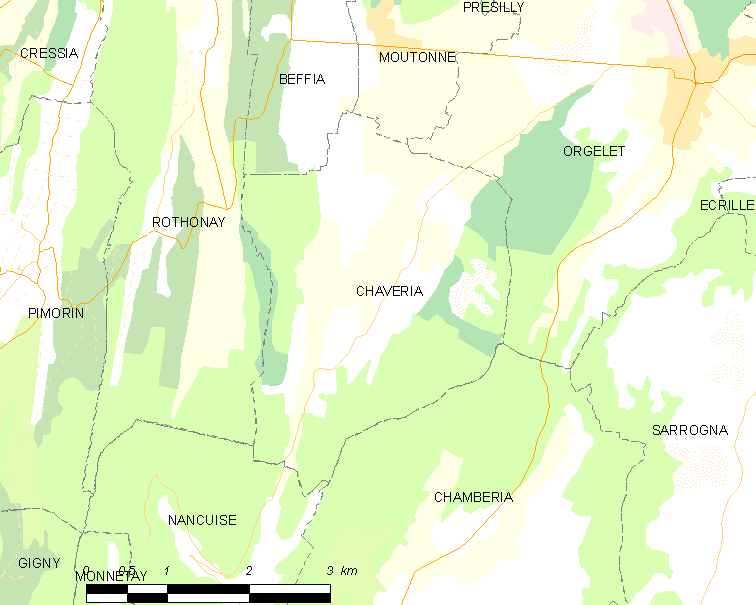
的OSM定位图

沙韦里亚的时区为UTC+01:00、UTC+02:00（夏令时）。

## 行政
沙韦里亚的邮政编码为39270，INSEE市镇编码为39134。

## 政治
沙韦里亚所属的省级选区为穆瓦朗昂蒙塔涅县。

## 人口

1962-2008年间人口变化图示

沙韦里亚于2022年1月1日时的人口数量为209人。